# Erkin Halilov
Erkin Hamdamovich Halilov ou Erkin Hamdamovich Khalilov (en ouzbek : Эркин Ҳамдамович Ҳалилов, en russe : Эркин Хамдамович Xалилов Erkine Khamdamovitch Khalilov, né en 1955 à Navoï dans la RSS d’Ouzbékistan en Union Soviétique) est un homme d'État ouzbek. Il est président de l'Assemblée suprême de novembre 1993 au 27 janvier 2005 où il devient président de la Chambre législative, poste qu'il garde jusqu'au 23 janvier 2008.

## Biographie
Erkin Halilov gradue de l'Université d'État de Tachkent en droit en 1977, il commence cependant sa carrière en tant qu'ingénieur. En 1990, il commence à siéger au Conseil suprême de la RSS d’Ouzbékistan. En novembre 1993, il est nommé comme président par intérim de l'Assemblée suprême de l'Ouzbékistan dorénavant indépendant. Il commence cependant son mandat en décembre 1993. En février 1995, il est reconduit comme président de l'Assemblée suprême où il reste jusqu'en janvier 2005 puisque des amendements constitutionnels transforment l'actuel Assemblée suprême en chambre bicamérale formée du Sénat et de la Chambre législative. En décembre 2004, il est élu dans la 2e circonscription de Darkhan. Le mois suivant, il devient président de la nouvelle Chambre législative. Le 23 janvier 2008, Halilov se voit forcé de démissionné dans un scandale judiciaire impliquant son fils Sherzod. En décembre 2006, son fils est attaqué dans une rue par cinq adolescents, Timur Nurmetov, Davron Akhmetov, Shohrukh Alimov, Azamat Jalilov et un dénommé Rikhsiev. Halilov est ensuite accusé d'avoir fait pression pour que les peines des assaillants soient plus sévères qu'à l'habitude. En effet, Nurmetov est condamné à seize ans et demi de prison, seize ans sont prescrite à Akhmetov et Alimov, Jalilov écope de quinze ans et demi et Rikhsiev, alors mineur, écope de neuf ans. De plus, les condamnés sont envoyés à Jaslyk, prison reconnue pour être particulièrement sévère. La cour suprême réduira plus tard ses peines et transféreront les condamnés dans une autre prison. Il fut remplacé par Dilorom Toshmuhamedova.

### Vie privée
Erkin Halilov est marié à Aziza Halilova. Ils ont ensemble trois fils dont Sherzod, impliqué dans le scandale ayant mené à sa démission.